# Katharina Reich (Medizinerin)
Katharina Reich (* 1978 in Wien) ist eine österreichische Ärztin und seit Dezember 2020 Generaldirektorin für die Öffentliche Gesundheit und Leiterin der neu geschaffenen Sektion Öffentliche Gesundheit und Gesundheitssystem im österreichischen Sozialministerium.

## Biografie
Reich diplomierte 2003 an der MedUni Wien, absolvierte ihren Turnus von 2004 bis 2007 am Krankenhaus der Barmherzigen Brüder Wien, arbeitete als Stationsärztin und wurde im November 2013 ärztliche Direktorin des Ordensspitals.
Mit November 2018 wechselte sie als Ärztin für Allgemeinmedizin an die Klinik Hietzing, wurde dort im Dezember 2019 stellvertretende ärztliche Direktorin und hatte im Corona-Krisenstab die Einsatzleitung inne.
Im Dezember 2020 wurde Katharina Reich vom damaligen Bundesminister Rudolf Anschober zur Leiterin der Sektion VII (Öffentliche Gesundheit und Gesundheitssystem) im Bundesministerium für Soziales, Gesundheit, Pflege und Konsumentenschutz ernannt. Verbunden mit der Funktion der Leitung der Sektion VII ist der Titel des Generaldirektors für Öffentliche Gesundheit (Chief Medical Officer), welchen Reich als momentane Sektionsleiterin ebenfalls innehat.

## Auszeichnungen
- 2024: Tiroler Adler-Orden in Gold[6]